# Triumph Trophy
La Trophy est un modèle de moto construit par la firme britannique Triumph. Les premiers modèles issus de l'usine de Meriden se positionnaient plutôt dans la catégorie trail, tandis que les modèles Hinckley jouent dans la catégorie routière, voire grand tourisme (GT).

## Modèles

### Trophy Meriden
- 500 Trophy TR5 (1949-1958)
- 650 Trophy TR6 (1956–1973)
- 500 Trophy T100C (1958-?)

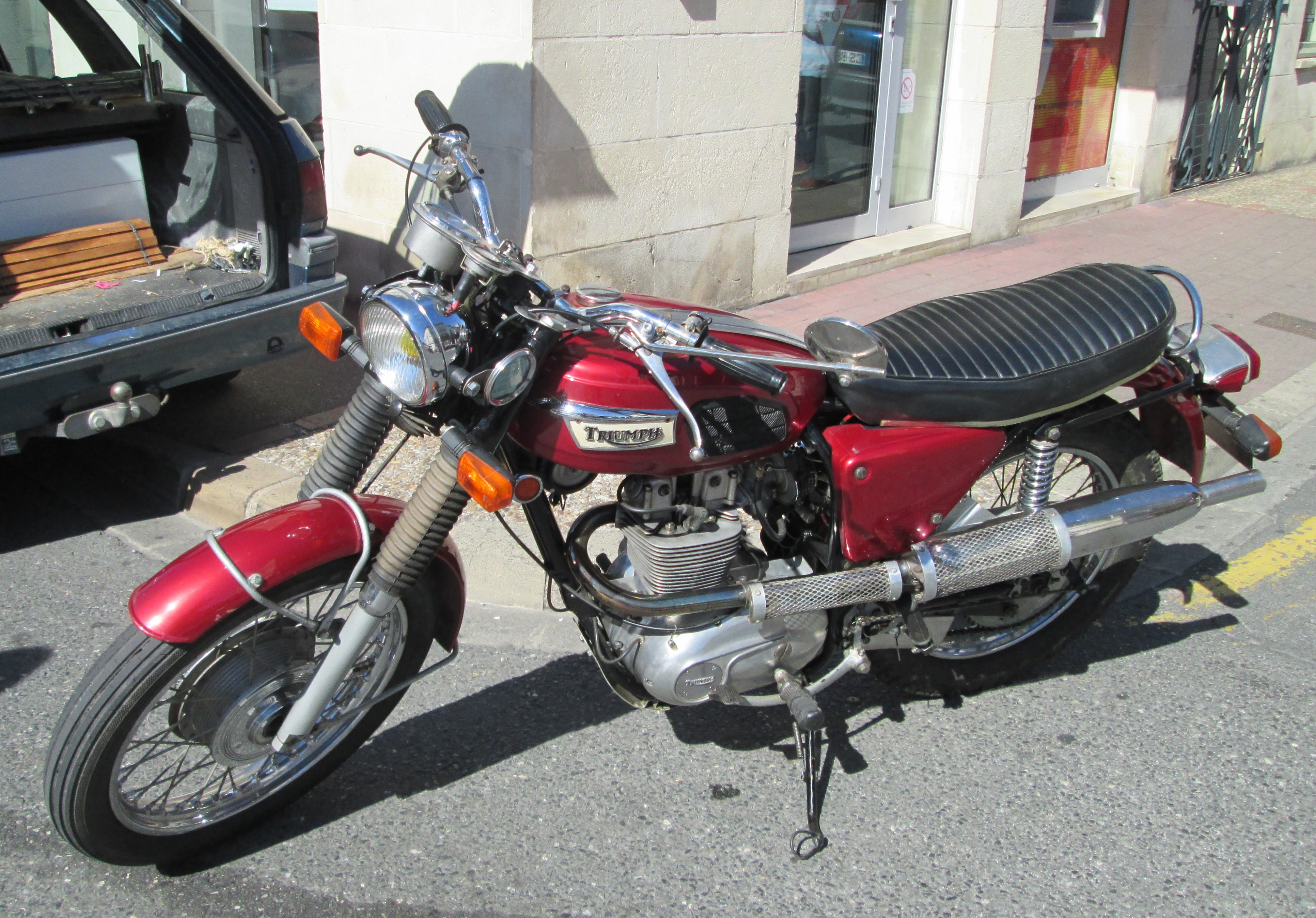
Triumph 250 Trophy

- 250 Trophy TR25W (1968-1970), monocylindre

### Trophy Hinckley

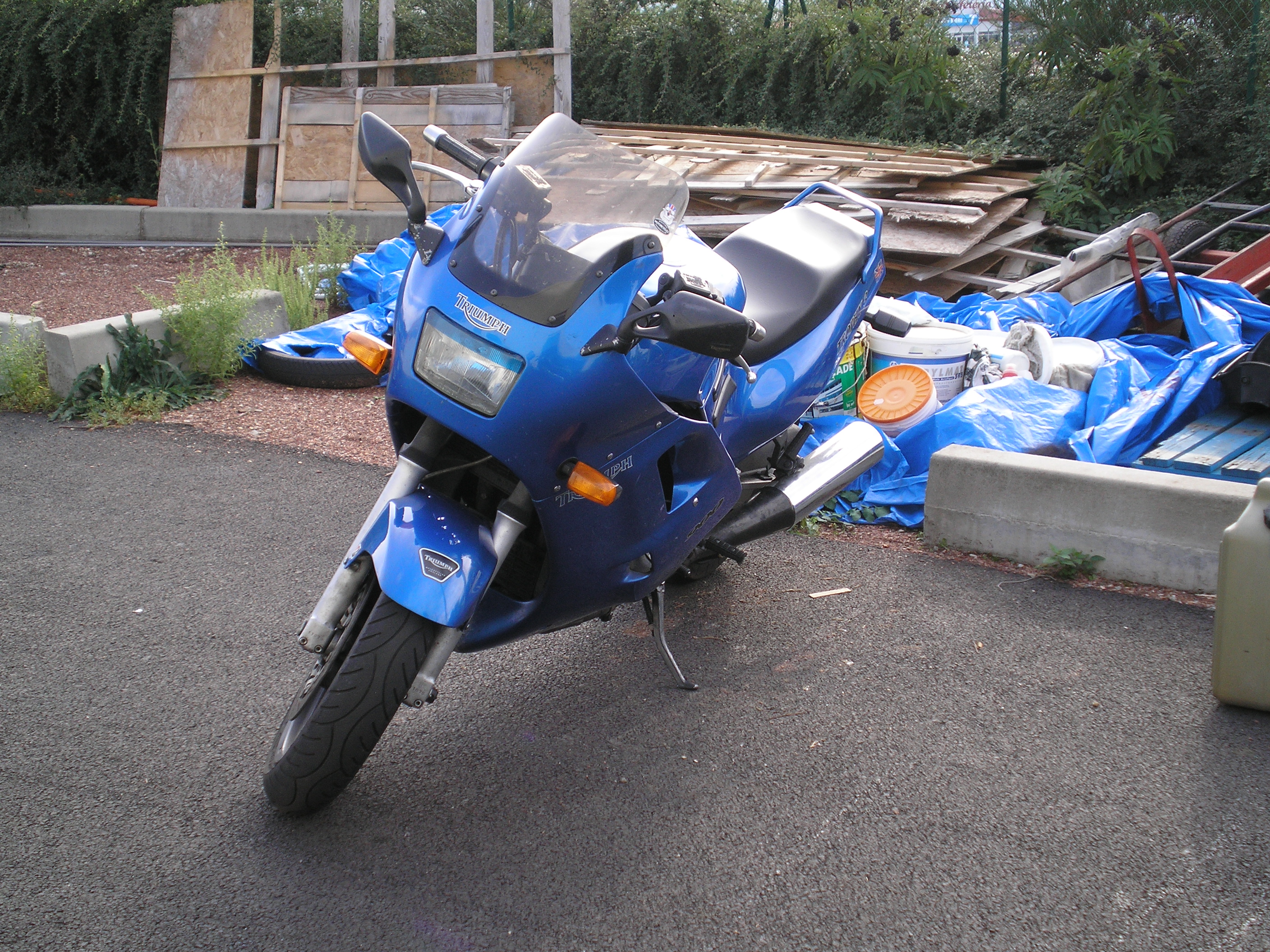
Triumph Trophy 3 Caspian Blue

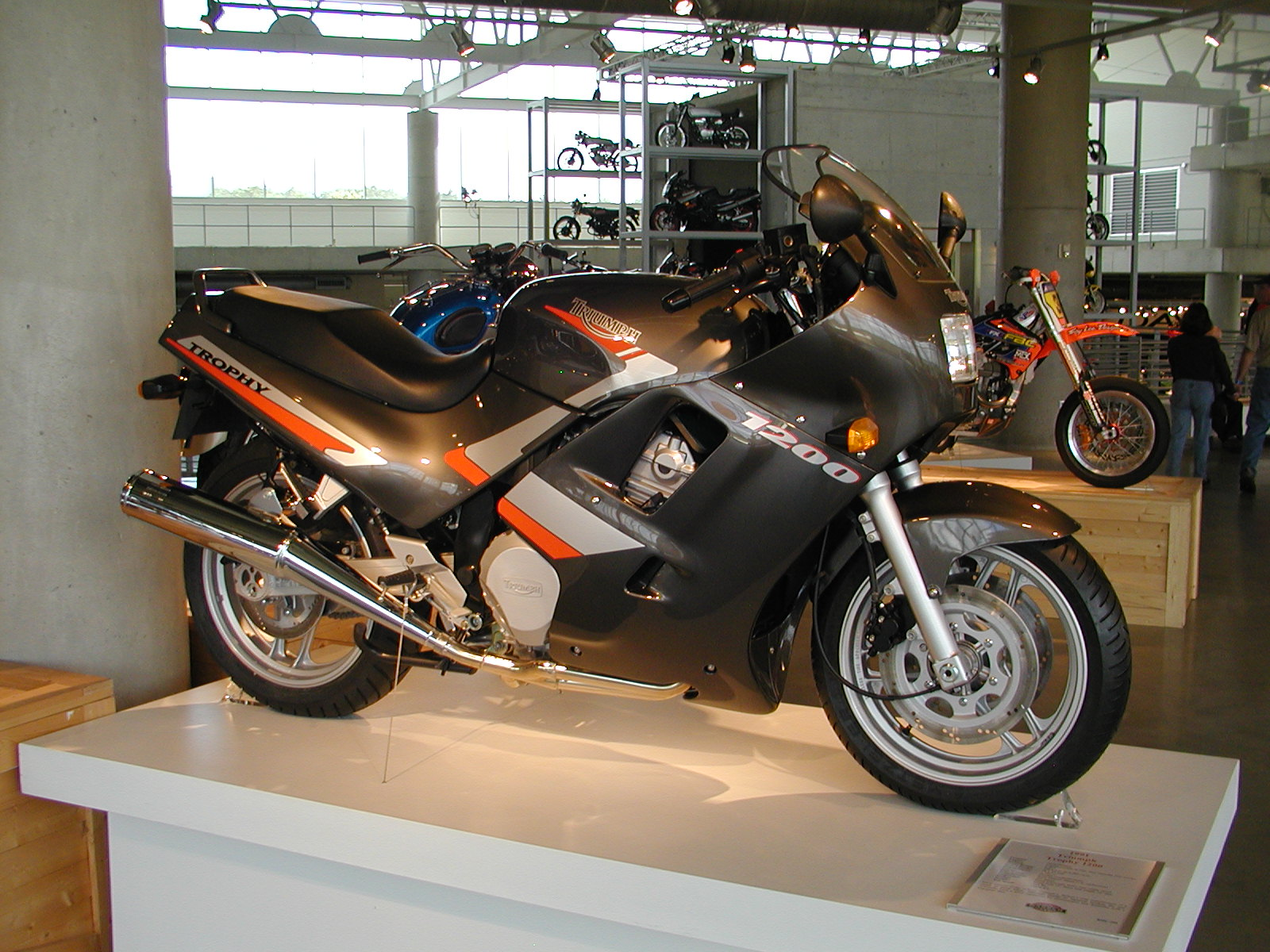
Triumph Trophy 4 Gris Fusain

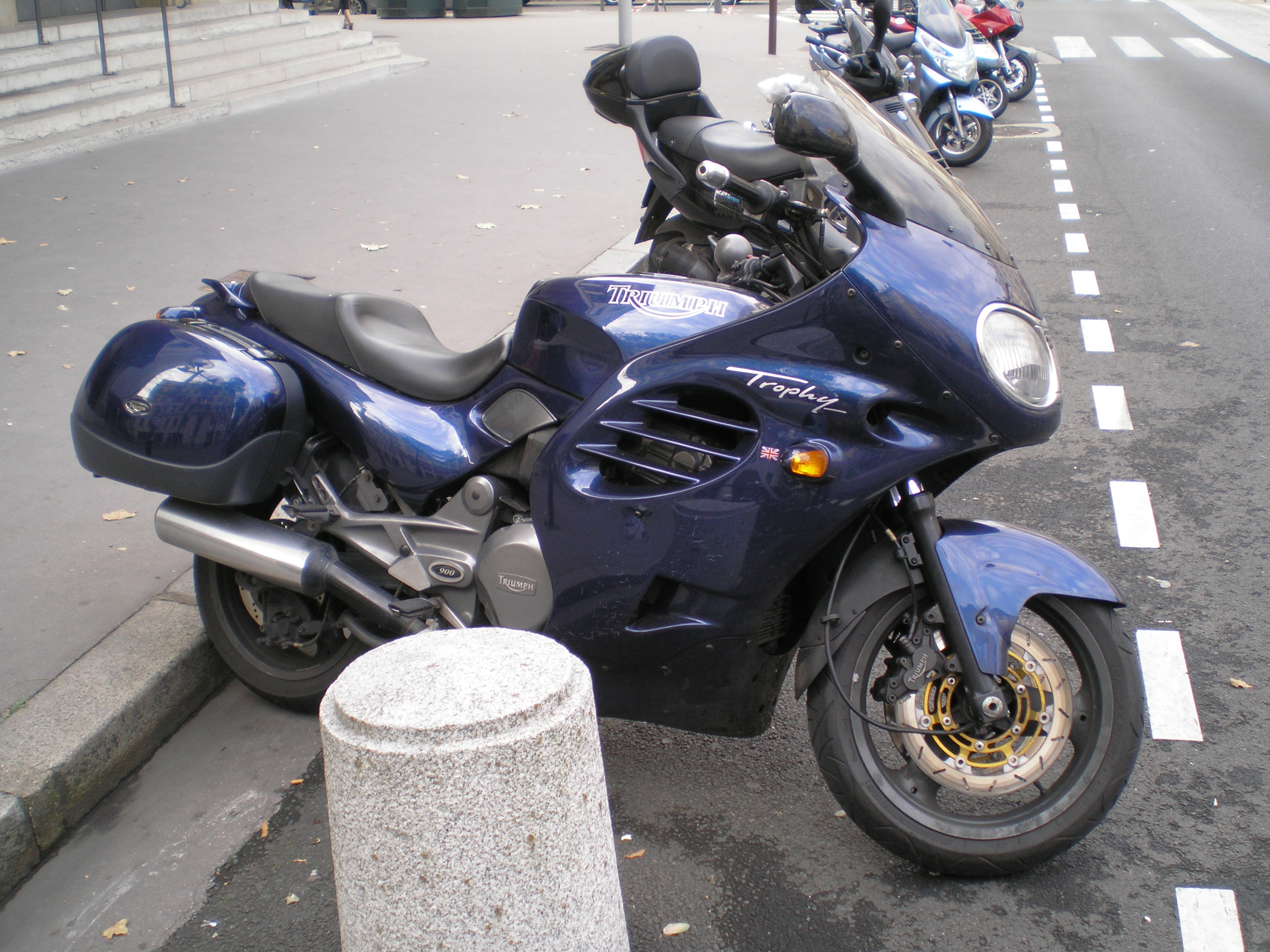
Triumph 900 Trophy Pacific Blue

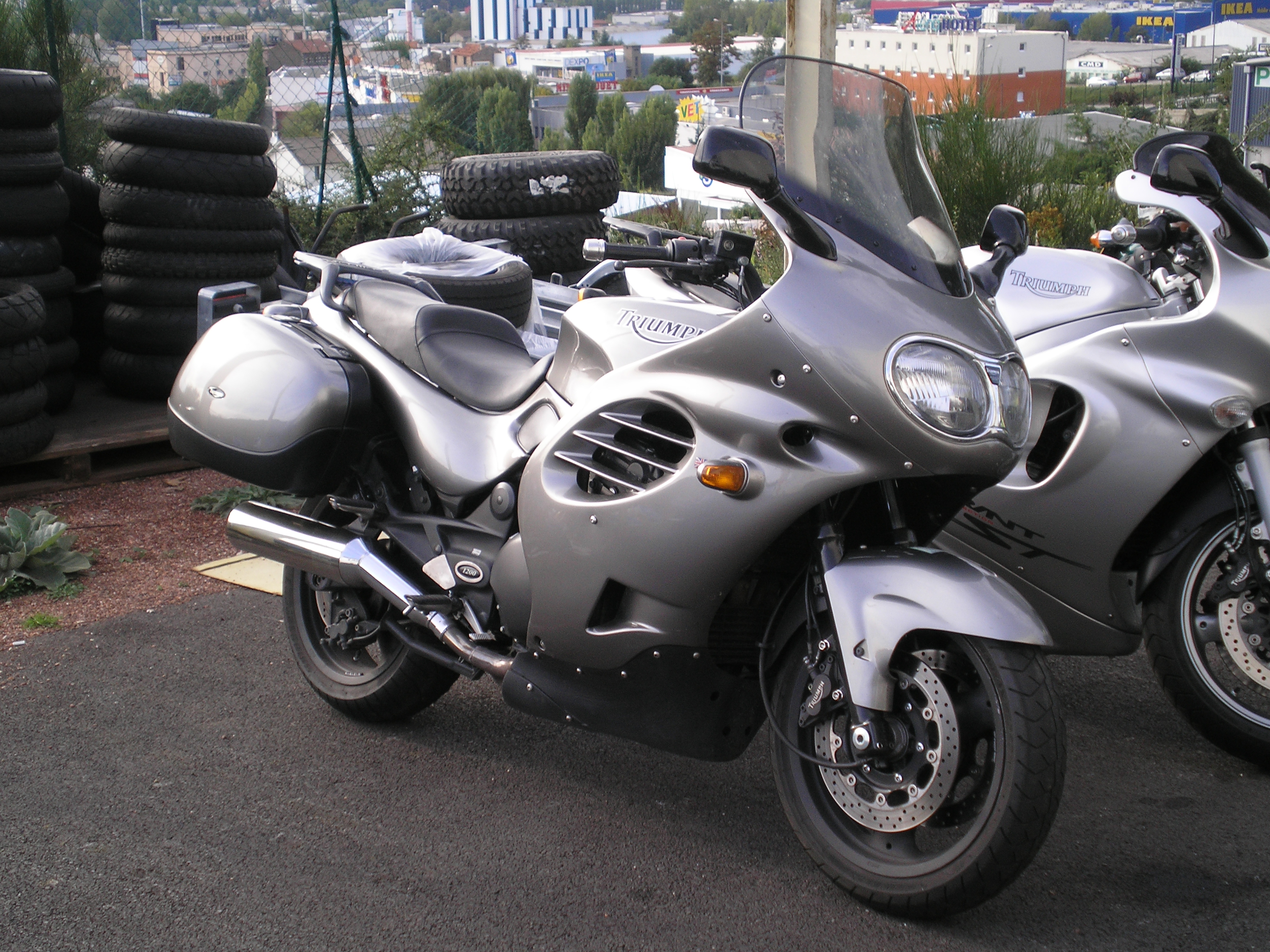
Triumph 1200 Trophy Graphite

Fin 1991, Triumph propose une version plus routière toujours sur la même base moteur et partie cycle que les Trident et Daytona : la Trophy. Elle est déclinée en 900 3-cylindres et 1200 4-cylindres, appelées respectivement Trophy 3 et Trophy 4. Pour alléger les coûts de production, elles ont de nombreuses pièces en commun. Les cotes d'alésage et de course sont les mêmes sur les deux types de moteur, les 295 cm3 supplémentaires dont bénéficie la Trophy 4 proviennent de l'ajout du cylindre.
Le moteur de la Trophy 3 annonce 98 ch à 9 500 tr/min, celui de la Trophy 4 voit sa puissance maximum supérieure de 2 ch au même régime.
Le freinage est assuré, à l'avant, par deux disques de 296 mm de diamètre et, à l'arrière, un disque de 255 mm.
En 1993, la position de conduite est modifiée, elle devient plus confortable, l'assise est plus droite. La Trophy 4 reçoit des disques flottants de 310 mm de diamètre à l'avant avec des étriers quatre pistons. Cette modification ne sera disponible sur la Trophy 3 qu'en 1994.
En 1994, les Trophy 3 et 4 perdent la jante de 18 pouces à l'arrière pour une de 17.
1996 est l'année où les Trophy reçoivent le plus de modifications. Le nom change, on ne les appelle plus Trophy 3 et Trophy 4 mais 900 et 1200 Trophy. Le carénage est redessiné et étudié en soufflerie, les formes sont plus rondes, la bulle est plus haute. Les sacoches de 17 litres de capacité sont livrées en série. Les moteurs n'évoluent pas.
En 1999, la 900 utilise une rampe de carburateurs Keihin à la place des Mikuni.

Une version de la 1200 attelée à un side-car Beringer Orion sera proposée par l'importateur en France, mais des problèmes de châssis sur le side ne permettront pas à l'idée de devenir une réussite.
La 900 Trophy est retirée du catalogue en 2002, la 1200 tire sa révérence fin 2003.
En 2012, une nouvelle Trophy voit le jour : la Trophy 1200 SE, proposée en version 3-cylindres seulement.
Les différents coloris disponibles sont :
- 1991 : Bleu Caraïbe et Gris Fusain ;
- 1992 et 1993 : Caspian Blue, Candy Apple Red et British Racing Green ;
- 1994 : Caspian Blue et British Racing Green ;
- 1995 : Nightshade et British Racing Green ;
- 1996 et 1997 : British Racing Green, Merlot Red et Pacific Blue ;
- 1998 : British Racing Green, Pacific Blue, Turquoise et Platinum ;
- 1999 et 2000 : British Racing Green, Pacific Blue et Platinum ;
- 2001 : Sunset Red, Pacific Blue et Platinum ;
- 2002 : Sunset Red, Azure Blue et Emerald Green ;
- 2003 : Sunset Red, Azure Blue et Graphite.
- 2012 : Azure Blue (bleu azur), Sunset Red (rouge) et Emerald Green (vert).